# María Sebastián de Erice
María Sebastián de Erice García de la Peña (Madrid, 1979) es una diplomática española. Es embajadora de España en la Oficina de las Naciones Unidas y los Organismos Internacionales en Viena.

## Biografía
Nacida en Madrid (1979). Tras licenciarse en Derecho en la Universidad Pontifica de Comillas, ingresó en la Escuela Diplomática (2007).
Como diplomática ha estado destinada en las Embajadas de España en Andorra la Vieja (Principado de Andorra) y en Puerto España (Trinidad y Tobago). En el Ministerio de Asuntos Exteriores, Unión Europea y Cooperación (MAEUEC), ha sido: Directora de Relaciones Institucionales de la Oficina del Alto Comisionado del Gobierno para la Marca España; jefa de área de Viajes y Visitas Oficiales de la Unidad Introductor de Embajadores; jefa de área y servicio en la Dirección General de Relaciones Económicas Internacionales y Segunda Introductora de Embajadores Subdirectora General de Viajes y Visitas Oficiales, Ceremonial y Órdenes.

## Distinciones
Ha sido condecorada con las siguientes distinciones:
- Cruz de la Real y Muy Distinguida Orden Española de Carlos III.
- Cruz de Oficial de la Orden del Mérito Civil.
- Cruz de la Orden de Isabel la Católica.
- Cruz al Mérito Policial con distintivo blanco.
- Gran Oficial de la Orden al Mérito por servicios distinguidos del Perú.
- Gran Cruz Oficial de la Orden del Mérito de la República Federal de Alemania.
- Gran Cruz Oficial de la Orden al Mérito de la República de Italia.
- Gran Cruz de la Orden Orange-Nassau de los Países Bajos.